# Kōri Yūichi

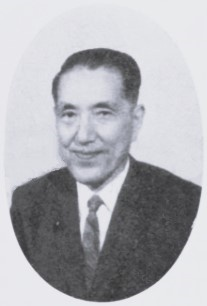
Kōri Yūichi

Kōri Yūichi (japanisch 郡 祐一; * 16. März 1902 in Ōarai, Präfektur Ibaraki; † 28. Dezember 1983) war ein japanischer Rechtsanwalt und Politiker der Liberaldemokratischen Partei (LDP), der unter anderem zwischen 1957 und 1958 Staatsminister und Generaldirektor der Autonomiebehörde, von 1965 bis 1966 Minister für Post und Telekommunikation sowie 1972 Justizminister war.

## Leben
Kōri Yūichi absolvierte ein Studium an der Juristischen Fakultät der Kaiserlichen Universität Tokio und trat nach dessen Abschluss 1929 als Beamter des Innenministeriums in den Staatsdienst ein. Er erlangte nach dem Ende des Zweiten Weltkrieges Bekanntheit, als er mehrere Nachkriegsreformen durchführte, darunter die Überarbeitung des lokalen Verwaltungssystems und die Erfassung der Namen derjenigen, die wegen Kriegsaktivitäten entlassen werden sollten. Anschließend wurde er 4. Februar 1947 zum Gouverneur der Präfektur Ishikawa ernannt und bekleidete diese Funktion bis zum 12. April 1947, woraufhin Shibano Wakio zum neuen Gouverneur gewählt wurde. Im Kabinett Yoshida II übernahm er am 25. Dezember 1948 als Nachfolger von Hashimoto Ryūgo den Posten als stellvertretender Chefkabinettssekretär und behielt diese Funktion bis zum 16. Februar 1949.
Kōri war Mitglied der Liberalen Partei (Jiyū-tō) und wurde für diese am 4. Juni 1950 erstmals zum Mitglied des Sangiin gewählt, dem Oberhaus der Nationalversammlung (Kokkai), dem er als Vertreter der Präfektur Ibaraki zunächst bis zum 7. Juli 1974 angehörte. Er war zeitweilig parlamentarischer Vizeminister des Rohstoffpreisamtes und fungierte im umgebildeten ersten Kabinett Kishi zwischen dem 10. Juli 1957 und dem 12. Juni 1958 als Generaldirektor der Behörde für Selbstverwaltung (Jichi-chō) als Staatsminister mit Kabinettsrang. Als Nachfolger von Nakayama Fukuzō wurde er 1953 Vorsitzender des Justizausschusses des Oberhauses und bekleidete diese Funktion bis zu seiner Ablösung durch Takahashi Shintarō 1954. 1955 übernahm er von Terao Yutaka die Funktion als Vorsitzender des Geschäftsordnungsausschusses des Sangiin und wurde kurz darauf von Ishihara Mikiichiro abgelöst.
Am 3. Juni 1965 wurde Kōri, der Ehrenbürger der Stadt Ōarai war, in das erstmals umgebildete erste Kabinett Satō berufen und übernahm in diesem bis zum 1. August 1966 den Posten als Minister für Post und Telekommunikation. Er gehörte parteiintern zur Faktion um Premierminister Tanaka Kakuei und bekleidete im Kabinett Tanaka I zwischen dem 7. Juli und dem 22. Dezember 1972 das Amt als Justizminister. 1973 löste er Hirai Tarō als Vorsitzender der LDP-Fraktion im Oberhaus ab und hatte diese Funktion bis zu seiner Ablösung durch Yasui Ken 1974. Am 27. April 1975 wurde er für die Präfektur Ibaraki wieder zum Mitglied des Sangiin gewählt und gehörte diesem bis zum 9. Juli 1983 an. Für seine Verdienste wurde ihm der Orden der Aufgehenden Sonne Erster Klasse verliehen.